# District Tsjebarkoelski
Het district Tsjebarkoelski (Russisch: Чебарку́льский райо́н) is een gemeentelijk district in het westen van de Russische oblast Tsjeljabinsk. Het district heeft een oppervlakte van 2879 km² en had 29.251 inwoners bij de volkstelling van 2002 tegen 34.244 bij de volkstelling van 1989. Het bestuurlijk centrum is de gelijknamige stad Tsjebarkoel, die onder jurisdictie van de oblast staat en bestuurlijk gezien niet tot het district behoort.
Het district werd geformeerd op 18 januari 1935 en op 25 maart 2003 werden de huidige districtssymbolen (vlag en wapenschild) aangenomen.
Het district vormt met het district Nagajbakski het woongebied van de Tataarse Nağaybäklär.

## Bestuurlijke indeling
Onder de jurisdictie van het district vallen 9 selsovjets (Barlamovski, Bisjkilski, Filimonovski, Koendravinski, Neprjachinski, Sarafanovski, Sjachmatovski, Timirjazevski en Travnikovski) en 56 dorpen en gehuchten (posjoloks, selo's, choetoren en derevnja's).

## Economie
Het district vormt een van de grootste landbouwregio's van de oblast. Ongeveer de helft van het oppervlak van het district (1463 km²) is landbouwgrond. Vooral de veehouderij is een grote speler. Om deze reden wordt het district soms ook wel de "melkafdeling van de Zuidelijke Oeral" genoemd.
In het district worden tarwe, rogge, erwten, gierst, boekweit en veevoeders (maïs, zonnebloem en vaste plantgrassoorten) verbouwd en worden grootvee, varkens en vogels gehouden. Naast de landbouw is ook het toerisme van belang voor het district, waarbij vooral kuuroorden, natuurmonumenten, bossen en meren (Groot-Kisegatsjmeer en Jelovojemeer) publiekstrekkers zijn. Sinds 1995 vindt elk jaar, ter ere van schrijver Pavel Bazjov, het Bazjovfestival plaats bij het Groot-Soenoekoelmeer bij Tsjebarkoel dat duizenden bezoekers uit heel Rusland trekt.
In het district bevinden zich afzettingen van marmer, kwartsiet, talk, mica, kaolien, asbest, halfedelsteen en bouwsteen (agaat, jade en jaspis) en goud.